# Marcos Vidal
Marcos Vidal Roloff (Frankfurt, Alemanha, 10 de dezembro de 1965), cantor, pastor da igreja evangélica Salem, compositor, pianista, escritor e artista..  Filho de Manuel e Ana, irmão de Miriam, Tirsa e Dan. Foi levado a Madrid, Espanha, muito novo, e lá morou grande parte de sua vida.

## Trajetória
Começou sua carreira musical aos 12 anos, na Igreja Evangélica Salem, que pastoreava seu pai. Em 1990 sai sua primeira produção musical, "Buscadme y viviréis" (Busca-me e vivereis).  Já gravara uma fita cassete chamada "Más allá de la frontera" (P’ra lá da fronteira).   Pianista formado pelo Real Conservatorio Superior de Música de Madrid, aos 26 anos foi chamado para o ministério pastoral, seguindo a carreira do pai.
Em 1993 aparece seu segundo álbum, "Nada especial", em CD.  Vai trabalhar na Sparrow Records, o primeiro cantor espanhol cristão com uma companhia americana. Se reeditam para o mercado americano seus trabalhos anteriores. Em 1996, "Cara a cara" (Cara a Cara), seu primeiro álbum com a Sparrow Records, se consolida como uma das produções cristãs em espanhol mais vendidas no mundo, superando em poucos meses as 100.000 cópias vendidas.  Em 1997 é premiado com o "International Award GMA" ao melhor cantor internacional de fala não inglesa. Também em 1997 Marcos edita seu quarto disco "Mi regalo" (Meu presente) e é nominado aos "prêmios Dove" na categoria: melhor álbum do ano em espanhol.  Tem um CD para crianças chamado "El arca" (A Arca). "Por la vida" (Pela vida), 1999, é uma retrospectiva.
Sua seguinte produção foi "Pescador" (Pescador), em 2002. "Alabanza y adoración en Vivo desde España" (Louvor e adoração ao vivo da Espanha), 2003, é o primeiro disco do cantor gravado ao vivo, em frente a milhares de pessoas, onde combina música congregacional y ritmos atuais, sem perder o seu poético estilo. "El trío" (O trio), 2003 é um disco gravado junto com Roberto Orellana e René González, por isso o nome do CD é "O trio". "Aire acústico" (Ar Acústico), sua nona produção,recebe um dos "Premios Arpa'05" nas categorias de Canção do ano (com a música "Aslan") e melhor álbum vocal masculino.
Sua última obra, "Dedicatoria" (Dedicatoria), produzido na Espanha e nos Estados Unidos, é o mais completo de todos os seus discos, com um novo estilo que mistura ritmos espanhóis com letras inspiradoras. O nome se deve a que cada canção é dedicada a uma pessoa ou evento: em uma das músicas mais impactantes do álbum, "Tu costado sigue abierto" (Teu lado segue aberto), uma reflexão sobre o 11 de setembro de 2001. Ganhou prêmios "Arpa '06" por esta obra nas categorias Compositor do ano no hino Nadie como tú (Ninguém como tu), melhor álbum vocal masculino e o prêmio especial da academia.  Gravou com as irmãs Rivero no CD Edición Especial (Edição Especial), com Crystal Lewis na canção Quiero ser como Jesus (Quero ser como Jesus), e participou em "Solo tú" (Só tu) no CD "Alabanza Viva" (Louvor vivo) de Alvaro López e Mi Esperanza (Minha Esperança), do CD Una Vida Con Propósito (Uma Vida com Próposito).

## Discografia
| Ano de publicacão | Disco                        | Discografia                                          |
| 1990              | Buscadme y viviréis          | Producciones Inauditas/Vida Music-Piedra Angular     |
| 1993              | Nada especial                | Nuevos Medios/Vida Music-Piedra Angular              |
| 1996              | Cara a cara                  | Sparrow/Marcos Vidal Music-Vida Music-Piedra Angular |
| 1997              | Mi regalo                    | Sparrow-Piedra Angular                               |
| 1999              | El arca                      | Vidal Music-Vida Music-Piedra Angular                |
| 2001              | Por la vida                  | Vidal Music                                          |
| 2002              | Pescador                     | Colune-Vida Music                                    |
| 2003              | Alabanza y adoración en vivo | Colune-Vida Music-Nuva Music                         |
| 2003              | El trío                      | Colune-Vida Music-Nuva Music                         |
| 2004              | Aire acústico                | Lifehouse Music-Vidal Music                          |
| 2005              | Dedicatoria                  | Lifehouse Music-Vidal Music                          |

## Prêmios e nomeações

### Prêmios Arpa
| Ano  | Categoria                    | Trabalho Nominado                       | Resultado | Ref   |
| ---- | ---------------------------- | --------------------------------------- | --------- | ----- |
| 2003 | Música do Ano                | Música "Oh Señor"                       | Nominado  | [ 2 ] |
| 2003 | Compositor do Ano            | Marcos Vidal                            | Nominado  | [ 2 ] |
| 2003 | Melhor Álbum vocal masculino | Álbum "Alabanza y adoración en vivo"    | Ganhador  | [ 2 ] |
| 2003 | Álbum do Ano                 | Álbum "Alabanza y adoración en vivo"    | Ganhador  | [ 2 ] |
| 2004 | Música do Ano                | Música "El Sándalo"                     | Nominado  | [ 3 ] |
| 2004 | Compositor do Ano            | Álvaro López e Marcos Vidal             | Nominado  | [ 3 ] |
| 2004 | Álbum do Ano                 | Álbum "El Trío"                         | Nominado  | [ 3 ] |
| 2005 | Música do Ano                | Música "Aslan"                          | Ganhador  | [ 4 ] |
| 2005 | Melhor álbum vocal masculino | Álbum "Aire Acústico"                   | Ganhador  | [ 4 ] |
| 2005 | Melhor álbum do ano          | Álbum "Aire Acústico"                   | Nominado  | [ 4 ] |
| 2006 | Música do Ano                | Música "Magerit"                        | Nominado  | [ 5 ] |
| 2006 | Compositor do Ano            | Marcos Vidal                            | Nominado  | [ 5 ] |
| 2006 | Produtor do Ano              | Juan Carmona, Marcos Vidal e Tony Rijos | Nominado  | [ 5 ] |
| 2006 | Álbum do Ano                 | Álbum "Dedicatoria"                     | Nominado  | [ 5 ] |
| 2006 | Premio Especial da Academia  | Marcos Vidal                            | Ganhador  | [ 5 ] |

### Prêmios Enlace Musical
| Ano  | Categoria                | Trabalho Nominado            | Resultado | Ref   |
| ---- | ------------------------ | ---------------------------- | --------- | ----- |
| 2003 | Álbum de louvor/adoração | Alabanza y adoración en vivo | Ganhador  | [ 6 ] |

### International Award GMA
| Ano  | Categoria                         | Trabalho Indicado | Resultado | Ref |
| ---- | --------------------------------- | ----------------- | --------- | --- |
| 1996 | Melhor cantor de fala não-inglesa | Marcos Vidal      | Ganhador  |     |

### Grammy Latino
| Ano  | Categoria                          | Trabalho Indicado | Resultado | Ref   |
| ---- | ---------------------------------- | ----------------- | --------- | ----- |
| 2016 | Melhor Álbum Cristão (em Espanhol) | 25 Años           | Indicado  | [ 7 ] |